# Hans Kammerlander

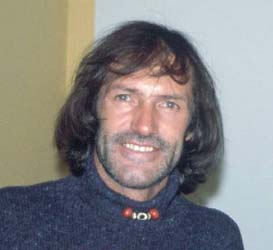
Hans Kammerlander

Hans Kammerlander, född 6 december 1956 i Sand in Taufers, Italien, är en italiensk bergsbestigare.
Kammerlander har gjort många bestigningar i Himalaya och bestigit 12 av 14 berg över 8 000 m ö.h. endast Manaslu och Shisha Pangma fattas för att Kammerlander ska fullända sin serie, dock har han sagt att han inte kommer att försöka bestiga berget. Kammerlander har aldrig använt syrgas under sina expeditioner på hög höjd som många andra. Han har även åkt skidor från ett flertal toppar bland annat Mount Everest 1996. Han har bestigit sju stycken 8 000-meterstoppar tillsammans med Reinhold Messner.

## Traversen mellan Gasherbrum II och Gasherbrum I
1984 blev Kammerlander inbjuden av Reinhold Messner att försöka sig på den första traversen mellan två 8 000-metersberg. Det hade ingen annan testat tidigare . Bergen som valdes för traverseringen var Gasherbrum II och Gasherbrum I. 
Kammerlander och Messner nådde toppen av GII, vilket var den första toppen, väldigt snabbt. När Messner och Kammerlander klättrade ner för GII började det bli extremt farligt. Efter ett par dagar nådde de toppen av GI och efter ytterligare några dagar befann de sig i säkerhet nere i baslägret på GI.

## Mount Everest
År 1996 hade Kammerlander ställt in siktet på Mount Everest. Han ville bli den första att åka skidor nedför berget. För att värma upp besteg han Shisma Pangma och åkte skidor nedför berget. Sedan begav han sig till Everest. Bestigningen gjordes i rekordfart; 23,5 timmar från baslägret till toppen och tillbaka. Kammerlander hävdar emellertid att han inte avsåg att sätta ett hastighetsrekord. Anledningen till att han färdades så snabbt var snarare, menar han, att han blev rädd under sin första bivack och därför valde han packa ihop sina saker och fortsätta klättra under natten.

## K2
År 2001 försökte han åka skidor nedför K2 men gav upp efter ett tag. Han har sagt att någon människa kommer att klara av åket, men att det kommer att krävas extremt stor skicklighet och tur. K2 var det näst sista av de fjorton 8 000-metersberg som finns i världen som han inte har klättrat. Kammerlander har dock sagt i en intervju att han inte kommer att försöka klättra Manaslu, vilket skulle fullända hans serie. Han har valt att inte göra av respekt för sina två kamrater som omkom på berget.

## Meriter
- 1982 Cho Oyo
- 1984 Gasherbrum I (Hidden Peak) & II (traversering)
- 1985 Dhaulagiri, Annapurna
- 1986 Makalu, Lhotse
- 1988 Cerro Torre
- 1990 Nanga Parbat - Åkte skidor nerför berget.
- 1993 Ama Dablam
- 1994 Broad Peak
- 1996 Shisha Pangma-Central, Mount Everest- åkte delvis skidor ner för båda bergen.
- 1999 Mutztagh Ata
- 2001 K2
- 2002 Ama Dablam

## Fotnoter
1. ↑  www.8000ers.com